# Молодцов, Семён Степанович
Семён Степанович Молодцов (28 февраля 1905 — 10 апреля 1972) — советский военный деятель, генерал-майор, участник боёв на КВЖД и Великой Отечественной войны.

## Биография
Семён Степанович Молодцов родился 28 февраля 1905 года в деревне Старое Гридино (ныне — Демянский район Новгородской области). В 1923 году был призван на службу в Рабоче-Крестьянскую Красную Армию. В 1926 году окончил 2-ю Ленинградскую артиллерийскую школу, в 1933 году — бронетанковые курсы усовершенствования командного состава в Ленинграде. Служил на различных бронепоездах. Участвовал в боях против китайских войск во время конфликта на КВЖД, будучи начальником штаба 9-го отдельного дивизиона бронепоездов Сибирского военного округа. С 1935 года — на службе в Военно-морском флоте СССР. В 1938 году окончил военно-морской факультет Военно-политической академии имени В. И. Ленина, после чего был военным комиссаром в 1-м отделе Главного морского штаба, военным комиссаром Управления боевой подготовки ВМФ СССР, заместителем по политической части начальника Главного морского штаба. В последней должности встретил начало Великой Отечественной войны.
Вскоре после начала войны служил военным комиссаром Главного управления портов ВМФ СССР. В феврале 1942 года был направлен в осаждённый Ленинград, где в течение двух месяцев занимал должность военного комиссара противовоздушной обороны Балтийского флота, а затем стал военным комиссаром штаба Балтийского флота. Проявил себя как хороший организатор материального обеспечения боевой деятельности флота. Под руководством Молодцова осуществлялось строительство новых баз в Ульяновске, Вологде, Кирове и Ярославле, через которые осуществлялось снабжение флотов. Сумел добиться запрещения эвакуации из Ленинграда больших запасов бензина, мазута, соляры и прочих горюче-смазочных материалов, благодаря чему после установления блокады Балтийский флот остался жизнеспособны. С октября 1942 года являлся комендантом Островного сектора береговой обороны флота, а с ноября 1943 года — заместителем начальника курсов усовершенствования офицерского состава. В 1945 году ускоренным курсом окончил Военную академию имени М. В. Фрунзе, после чего принял командование над 260-й бригадой морской пехоты.
После окончания войны продолжал службу в Военно-морском флоте СССР. В 1949 году окончил Высшие академические курсы при Высшей военной академии имени К. Е. Ворошилова. В октябре 1954 года был уволен в запас. Умер 10 апреля 1972 года, похоронен на Серафимовском кладбище Санкт-Петербурга.

## Награды
- Орден Ленина (20 июня 1949 года);
- 3 ордена Красного Знамени (22 февраля 1943 года, 3 ноября 1944 года, 3 ноября 1953 года);
- Орден Красной Звезды (22 февраля 1946 года);
- Медали «За оборону Ленинграда», «За взятие Кёнигсберга» и другие медали.